# Ermite de Hartert
Phaethornis mexicanus
Espèce
Statut de conservation UICN

 LC  : Préoccupation mineure
L'Ermite de Hartert (Phaethornis mexicanus) est une espèce d'oiseaux-mouches.

## Distribution
Cet oiseau est endémique du Mexique.

## Sous-espèces
Selon la classification de référence du Congrès ornithologique international (version 6.4, 2016), cet oiseau est représenté par deux sous-espèces :
- Phaethornis mexicanus griseoventer Phillips, 1962 du Nayarit au Colima ;
- Phaethornis mexicanus mexicanus Hartert, 1897 du Guerrero à l'Oaxaca.